# Manombo Sud
Manombo Sud is een plaats en commune in het zuiden van Madagaskar, behorend tot het district Toliara II, dat gelegen is in de regio Atsimo-Andrefana. Tijdens een volkstelling in 2001 telde de plaats 17.000 inwoners.
De plaats biedt naast lager onderwijs ook middelbaar onderwijs aan. 35% van de bevolking werkt als landbouwer, 5% houdt zich bezig met veeteelt en 55% verdient zijn brood als visser. De belangrijkste landbouwproducten zijn maniok en suikerriet; andere belangrijke producten zijn mais en limabonen. Verder is 5% actief in de dienstensector.

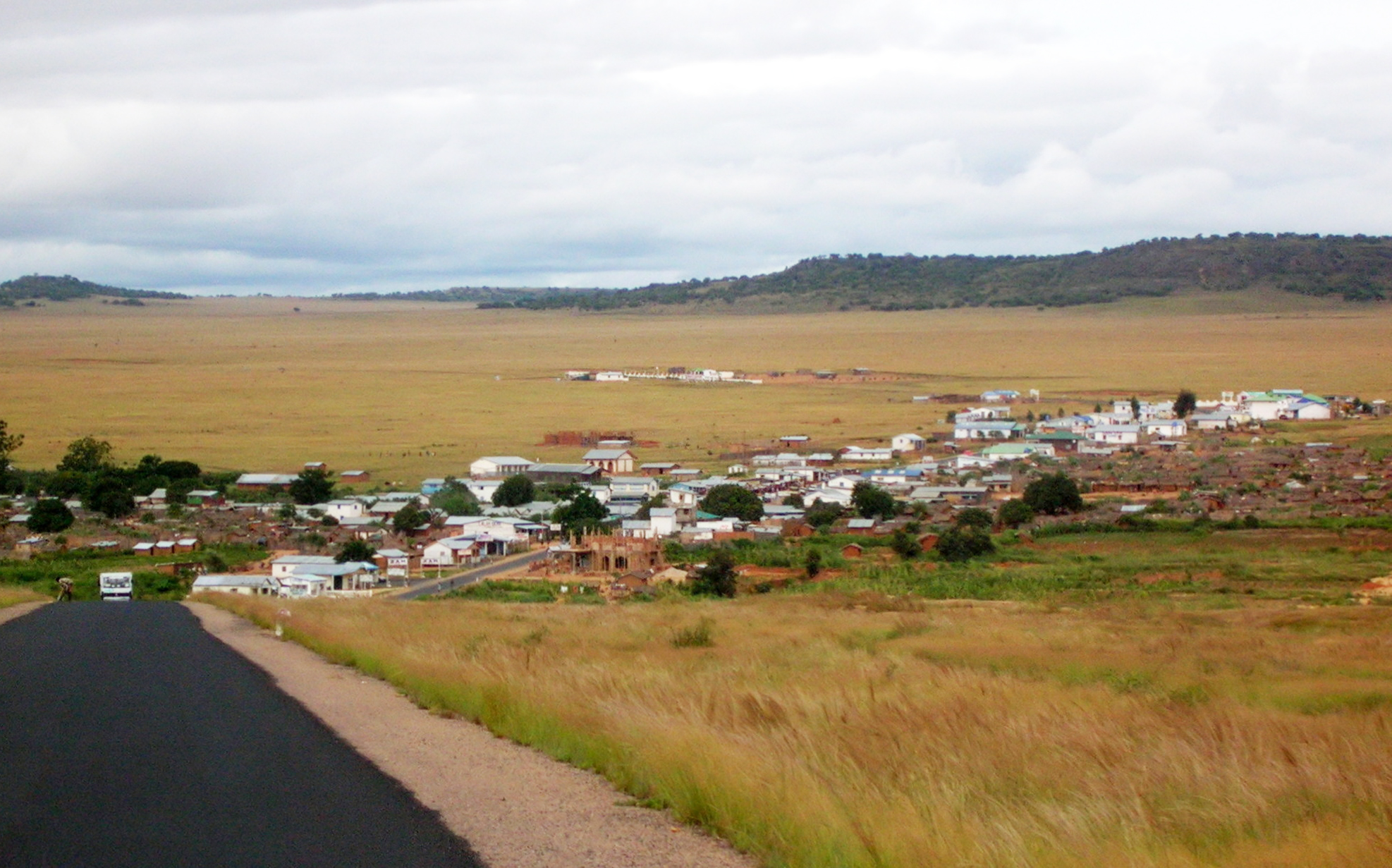
De plaats Manombo Sud